# Beatles for Sale
Beatles for Sale (с англ. — «Битлз на продажу») — четвёртый студийный альбом The Beatles, выпущенный в декабре 1964 года на лейбле Parlophone.

## История создания
После успеха песен Леннона и Маккартни в предыдущем альбоме A Hard Day’s Night, группа вернулась к записи заимствованных песен — в альбоме Beatles For Sale их шесть. Это объясняется тем, что согласно условиям контракта группа должна была записать четвёртый альбом за очень короткое время, записи проводились в немногочисленных перерывах между гастрольными турами. Остальные восемь песен были написаны Джоном Ленноном и Полом Маккартни.

## Об альбоме
Ни одна из песен этого альбома не была выпущена синглом в Великобритании. Тем не менее, такие песни как «I’ll Follow the Sun» и «Eight Days a Week» очень известны и по сей день. Ранние варианты песни «I’ll Follow the Sun» были написаны Полом Маккартни ещё до возникновения The Beatles. Успех песни «Eight Days a Week» можно объяснить тем, что она вышла синглом в США, а также не раз издавалась в различных сборниках после распада группы.
Песни «I’m a Loser», «Baby’s in Black» и «Rock and Roll Music» стали неотъемлемой частью концертного репертуара The Beatles. Последние две из них исполнялись на гастролях группы вплоть до прекращения ею концертной деятельности в 1966 году.
В британском хит-параде диск занимал 1-е место в течение семи недель подряд с 19 декабря 1964 года, затем одну неделю на 1-м месте с 27 февраля 1965 года и три недели подряд на 1-м месте с 1 мая 1965 года (CD-версия достигла 45-го места в 1987 году).

## Список композиций
Слова и музыка всех песен — написаны Джоном Ленноном и Полом Маккартни, за исключением отмеченных особо.
| №  | Название                                                                  | Вокал              | Длительность |
| -- | ------------------------------------------------------------------------- | ------------------ | ------------ |
| 1. | «No Reply»                                                                | Леннон             | 2:15         |
| 2. | «I’m a Loser»                                                             | Леннон             | 2:28         |
| 3. | «Baby’s in Black»                                                         | Леннон и Маккартни | 2:07         |
| 4. | «Rock and Roll Music» (Чак Берри)                                         | Леннон             | 2:33         |
| 5. | «I’ll Follow the Sun»                                                     | Маккартни          | 1:53         |
| 6. | «Mr. Moonlight» (Рой Ли Джонсон)                                          | Леннон             | 2:33         |
| 7. | «Kansas City/Hey-Hey-Hey-Hey!» (Джерри Лейбер/Майк Столлер и Литл Ричард) | Маккартни          | 2:33         |

| №  | Название                                          | Вокал              | Длительность |
| -- | ------------------------------------------------- | ------------------ | ------------ |
| 1. | «Eight Days a Week»                               | Леннон и Маккартни | 2:45         |
| 2. | «Words of Love» (Бадди Холли)                     | Леннон и Маккартни | 2:12         |
| 3. | «Honey Don’t» (Карл Перкинс)                      | Старр              | 2:55         |
| 4. | «Every Little Thing»                              | Леннон и Маккартни | 2:01         |
| 5. | «I Don’t Want to Spoil the Party»                 | Леннон и Маккартни | 2:33         |
| 6. | «What You’re Doing»                               | Маккартни          | 2:30         |
| 7. | «Everybody’s Trying to Be My Baby» (Карл Перкинс) | Харрисон           | 2:23         |

## Участники записи
The Beatles:
- Джон Леннон — акустическая гитара, вокал, ритм-гитара, бэк-вокал, хлопки, губная гармоника, тамбурин
- Пол Маккартни — бас-гитара, вокал, бэк-вокал, хлопки, орган Хаммонда, фортепиано
- Джордж Харрисон — соло-гитара, бэк-вокал, хлопки, акустическая гитара, вокал на «Everybody’s Trying to Be My Baby», ритм-гитара, Африканский барабан
- Ринго Старр — ударные, перкуссия, хлопки, тамбурин, вокал на «Honey Don’t», чемодан, литавры

Дополнительный музыкант:
- Джордж Мартин — фортепиано и продюсирование